# Medagliati olimpici nello skeleton
Elenco dei vincitori di medaglie olimpica nello skeleton.

## Albo d'oro

### Singolo maschile
| Edizione                                                   | Oro                                                  | Argento                                      | Bronzo                                       |
| ---------------------------------------------------------- | ---------------------------------------------------- | -------------------------------------------- | -------------------------------------------- |
| Sankt Moritz 1928                                          | Jennison Heaton                                      | John Heaton                                  | David Carnegie                               |
| Evento non incluso nel programma olimpico dal 1932 al 1936 |                                                      |                                              |                                              |
| Sankt Moritz 1948                                          | Nino Bibbia                                          | John Heaton                                  | John Crammond                                |
| Evento non incluso nel programma olimpico dal 1952 al 1998 |                                                      |                                              |                                              |
| Salt Lake City 2002                                        | Jimmy Shea                                           | Martin Rettl                                 | Gregor Stähli                                |
| Torino 2006                                                | Duff Gibson                                          | Jeff Pain                                    | Gregor Stähli                                |
| Vancouver 2010                                             | Jon Montgomery                                       | Martins Dukurs                               | Aleksandr Tret'jakov                         |
| Soči 2014                                                  | Aleksandr Tret'jakov                                 | Martins Dukurs                               | Matthew Antoine                              |
| Pyeongchang 2018                                           | Yun Sung-bin                                         | Nikita Tregubov                              | Dominic Parsons                              |
| Pechino 2022                                               | Christopher Grotheer                                 | Axel Jungk                                   | Yan Wengang                                  |
| Atleta meglio premiato: Aleksandr Tret'jakov (1/0/1)       | Atleta meglio premiato: Aleksandr Tret'jakov (1/0/1) | Nazione meglio premiata: Stati Uniti (2/2/1) | Nazione meglio premiata: Stati Uniti (2/2/1) |

### Singolo femminile
| Edizione                                          | Oro                                               | Argento                                        | Bronzo                                         |
| ------------------------------------------------- | ------------------------------------------------- | ---------------------------------------------- | ---------------------------------------------- |
| Salt Lake City 2002                               | Tristan Gale                                      | Lea Ann Parsley                                | Alex Coomber                                   |
| Torino 2006                                       | Maya Pedersen                                     | Shelley Rudman                                 | Mellisa Hollingsworth                          |
| Vancouver 2010                                    | Amy Williams                                      | Kerstin Szymkowiak                             | Anja Huber                                     |
| Soči 2014                                         | Elizabeth Yarnold                                 | Noelle Pikus-Pace                              | Elena Nikitina                                 |
| Pyeongchang 2018                                  | Elizabeth Yarnold                                 | Jacqueline Lölling                             | Laura Deas                                     |
| Pechino 2022                                      | Hannah Neise                                      | Jaclyn Narracott                               | Kimberley Bos                                  |
| Atleta meglio premiato: Elizabeth Yarnold (2/0/0) | Atleta meglio premiato: Elizabeth Yarnold (2/0/0) | Nazione meglio premiata: Gran Bretagna (3/1/2) | Nazione meglio premiata: Gran Bretagna (3/1/2) |